# Associazione Sportiva Forlì 1933-1934
Questa voce raccoglie le informazioni riguardanti l'Associazione Sportiva Forlì nelle competizioni ufficiali della stagione 1933-1934.

## Rosa
| N. |                   | Ruolo | Calciatore          |
| -- | ----------------- | ----- | ------------------- |
|    | Italia (bandiera) | D     | Carlo Balzani       |
|    | Italia (bandiera) | D     | Alessandro Calanchi |
|    | Italia (bandiera) | A     | Cecere              |
|    | Italia (bandiera) | A     | Nino Cogolli        |
|    | Italia (bandiera) | C     | Eolo Gardelli       |
|    | Italia (bandiera) | D     | Tonino Gramellini   |
|    | Italia (bandiera) | A     | Macrelli            |
|    | Italia (bandiera) | C     | Mario Malaguti      |

| N. |                   | Ruolo | Calciatore          |
| -- | ----------------- | ----- | ------------------- |
|    | Italia (bandiera) | P     | Matteucci           |
|    | Italia (bandiera) | C     | Paolo Paganini      |
|    | Italia (bandiera) | D     | Quadrelli           |
|    | Italia (bandiera) | A     | Furio Romualdi      |
|    | Italia (bandiera) | A     | Rossetti            |
|    | Italia (bandiera) | A     | Alfredo Rustignoli  |
|    | Italia (bandiera) | C     | Andrea Scaccini     |
|    | Italia (bandiera) | C     | Francesco Zazzaroni |